# Вознесенский сельский совет (Запорожская область)
Вознесенский сельский совет (укр. Вознесенська сільська рада) — входит в состав
Мелитопольского района
Запорожской области
Украины.
Административный центр сельского совета находится в 
с. Вознесенка
.

## История
- 1861 — дата образования.

## Населённые пункты совета
- с. Вознесенка